# 마르쿠스 호샤
마르쿠스 루이스 호샤 아키누(포르투갈어: Marcos Luis Rocha Aquino, 1988년 12월 11일 ~ )는 브라질의 축구 선수로 포지션은 라이트백이다. 현재 캄페오나투 브라질레이루 세리이 A의 SE 파우메이라스에서 활약하고 있다.

## 선수 경력

### 아틀레치쿠 미네이루
2012년부터 2015년까지 4년 연속으로 세리에 A 베스트 11에 선정되었다.